# MHPArena
O MHPArena é um estádio de futebol e atletismo de Stuttgart, na Alemanha. É o estádio da equipa da cidade, o VfB Stuttgart, que joga na primeira divisão da Alemanha, a Bundesliga. Tem capacidade para 60.058 espectadores. Seu nome anterior era em homenagem a Gottlieb Daimler (17 de Março de 1834- 6 de Março de 1900), um construtor de automóveis que fundou a Daimler-Motoren-Gesellschaft, atualmente a Daimler AG.

## História
Antes de 1993 era designado de Neckarstadion, devido ao rio Neckar que passa ao lado. 
O estádio foi construído em 1933, pelo arquitecto alemão Paul Bonatz. No final da sua construção, deram-lhe o nome de Adolf-Hitler-Kampfbahn. De 1945 a 1949 chamou-se de Century Stadium e mais tarde Kampfbahn. Foi usado igualmente por tropas norte-americanas como campo de baseball. O nome Neckarstation foi usado até 1949.
Após remodelações na década de 80 e 90, parcialmente financiadas pela Daimler-Benz, a cidade de Estugarda quis dedicar o estádio a Gottlieb Daimler. O inventor fez diversos testes da primeira motocicleta e do primeiro carro a tração integral (4 WD) em 1880, na estrada de Cannstatt a Untertürkheim (chamada agora de Mercedesstraße). O novo museu e a fábrica da Mercedez-Benz Arena ficam muito próximo.
O estádio tem capacidade para aproximadamente 58 mil pessoas, após a remodelação da parte este em 2005.
O estádio foi palco de jogos marcantes na história da Seleção Alemã de Futebol. Foi no Gottlieb Daimler que a Alemanha enfrentou a Suíça em 22 de novembro de 1950, no primeiro jogo internacional em solo alemão após o término da Segunda Guerra Mundial. O estádio também recebeu, no dia 19 de dezembro de 1990, o primeiro jogo internacional depois da reunificação, em outra partida contra os suíços. A Alemanha ganhou os dois jogos—1 a 0 e 4 a 0, respectivamente. Além de confrontos da Copa do Mundo de 1974 e da Eurocopa-1988, Stuttgart foi palco do Campeonato Mundial de atletismo de 1993.
Foi uma das sedes da Copa do Mundo de 2006, na Alemanha. Pertence ao VfB Stuttgart, time de futebol da cidade na Bundesliga.

## Jogos da Copa do Mundo de 1974
No antigo Neckarstadion:
| Data        | Equipe #1 | Placar | Equipe #2 | Grupo   |
| ----------- | --------- | ------ | --------- | ------- |
| 15 de junho | Polónia   | 3 – 2  | Argentina | Grupo 4 |
| 19 de junho | Argentina | 1 – 1  | Itália    | Grupo 4 |
| 23 de junho | Polónia   | 2 – 1  | Itália    | Grupo 4 |
| 26 de junho | Polónia   | 1 – 0  | Suécia    | 2ª Fase |

## Jogos da Eurocopa de 1988
No antigo Neckarstadion:
| Data        | Equipe #1       | Placar | Equipe #2 | Grupo     |
| ----------- | --------------- | ------ | --------- | --------- |
| 12 de junho | Inglaterra      | 0 – 1  | Irlanda   | Grupo B   |
| 22 de junho | União Soviética | 2 – 0  | Itália    | Semifinal |

## Jogos da Copa do Mundo de 2006
No antigo Gottlieb-Daimler-Stadion:
| Data        | Equipe #1     | Placar | Equipe #2       | Grupo               |
| ----------- | ------------- | ------ | --------------- | ------------------- |
| 13 de junho | França        | 0 – 0  | Suíça           | Grupo G             |
| 16 de junho | Países Baixos | 2 – 1  | Costa do Marfim | Grupo C             |
| 19 de junho | Espanha       | 3 – 1  | Tunísia         | Grupo H             |
| 22 de junho | Croácia       | 2 – 2  | Austrália       | Grupo F             |
| 25 de junho | Inglaterra    | 1 – 0  | Equador         | Oitavas-de-final    |
| 8 de julho  | Alemanha      | 3 – 1  | Portugal        | Decisão do 3º Lugar |

## Eurocopa de 2024
O estádio sediou os seguintes jogos da Campeonato Europeu de Futebol de 2024.
| Data        | Hora  | 1ª equipe | Placar      | 2ª equipe | Fase             | Público |
| ----------- | ----- | --------- | ----------- | --------- | ---------------- | ------- |
| 16 de junho | 18:00 | Eslovênia | 1 – 1       | Dinamarca | Grupo C          | 54.000  |
| 19 de junho | 18:00 | Alemanha  | 2 – 0       | Hungria   | Grupo A          | 54.000  |
| 23 de junho | 21:00 | Escócia   | 0 – 1       | Hungria   | Grupo A          | 54.000  |
| 26 de junho | 18:00 | Ucrânia   | 0 – 0       | Bélgica   | Grupo E          | 54.000  |
| 5 de julho  | 18:00 | Espanha   | 2 – 1 (pro) | Alemanha  | Quartas de final | 54.000  |